# Luis Mariano Rendón
Luis Mariano Rendón Escobar (Santiago de Chile, 22 de marzo de 1963) es un activista y abogado dedicado a temas de derechos humanos (DD. HH.) y derechos ecológicos.
Como activista ha participado en movimientos sociales que han articulado la defensa de comunidades afectadas por megaproyectos mineros y energéticos con alto impacto a la población.
En 2011, participó en las masivas movilizaciones contra HidroAysén, las que llegaron a congregar a 100 mil personas en la capital de Santiago, haciendo ello convergencia con las protestas de movilización estudiantil. Diez años más tarde, interpuso sucesivas querellas en contra del presidente Sebastián Piñera y otras altas autoridades por su manejo del Estallido social (2019).

## Biografía

### Trayectoria profesional
Fue dirigente de la Federación de Estudiantes de la Universidad de Chile en los años 1980, donde comenzó militando en las Juventudes Comunistas de Chile (JJ.CC). De ese modo, contribuyó a la caída del rector Federici en 1987. Estas actividades le significaron ser perseguido por agentes de la dictadura (1973−1990), siendo su caso reconocido por la Comisión Valech
En 1983 ingresó a estudiar en la Facultad de Derecho de la Universidad de Chile. Fue activista estudiantil llegando a participar en la Directiva de la FECH, en 1990. Más tarde, realizó su masterado en Gestión y Políticas Públicas en su misma casa de estudios.
Ha sido profesor de Derecho Ambiental en la Universidad de Chile, en la Universidad Tecnológica Metropolitana (UTEM) y en la Universidad Nacional Andrés Bello.
Fue también profesor de Derecho Administrativo en la UTEM, y autor de ensayos sobre Derecho Ambiental y Ética Ambiental, publicados en Chile y el extranjero. Al margen de su vida académica, se ha presentado a candidaturas por cargos de elección popular, no siendo electo.

### Vida pública
En 2010 participa en la movilización ciudadana en contra de la aprobación de la Termoeléctrica Barrancones en atención al potencial daño ambiental que puedan reportar este tipo de compañías. Participó en los movimientos en contra de proyectos como Pascua Lama.
El 20 de octubre de 2011 lideró un grupo de activistas que realizó una toma del ex Congreso Nacional, demandando la realización de un plebiscito para dar paso a una Asamblea Constituyente que terminase con la Constitución de 1980. Producto de ello, el ministerio Público lo imputó y, después de un largo juicio, resultó absuelto. Más adelante, en 2016, se unió al movimiento contrario al TPP-11, es decir, el Acuerdo Transpacífico de Cooperación Económica. Sobre este, Rendón sostuvo que forzaba a los países a tener un «modelo ecológico primitivo».
En 2017 interpuso una demanda a la FIFA por el supuesto amaño del partido de fútbol entre Perú y Colombia, que se disputó en Lima el 10 de octubre de ese año. En ese entonces, Rendón alegó que los equipos no respetaron las leyes de la ética y el profesionalismo al, presuntamente, acordar un empate. Buscó que se le restaran puntos o se las excluyera de la Copa Mundial de 2018 en Rusia. No obstante, su denuncia fue desestimada por falta de evidencia.

## Historial electoral
| Año  | Tipo          | Territorio       | Pacto                         | Partido  | Votos  | %    | Resultado |
| ---- | ------------- | ---------------- | ----------------------------- | -------- | ------ | ---- | --------- |
| 2013 | Senatoriales  | Santiago Oriente | Nueva Constitución para Chile | Ind. PEV | 21.466 | 1.66 | No electo |
| 2017 | Senatoriales  | Distrito 12      | Frente Amplio                 | Ind. POD | 2.427  | 0.70 | No electo |
| 2021 | Constituyente | Distrito 13      | Independientes sin Padrinos   | Ind.     | 4.831  | 2.10 | No electo |